# کاترین لگ
کاترین لگ (انگلیسی: Katherine Legge؛ زادهٔ ۱۲ ژوئیهٔ ۱۹۸۰) روزنامه‌نگار اهل بریتانیا است.
همچنین کاترین لگ راننده پاره وقت در مسابقات قهرمانی خودروهای ورزشی ایمسا و در سری ایندی‌کار شرکت می‌کند.

او خودرو هوندا شماره ۵۱ تیم دیل کوین ریسینگ را رانندگی می‌کند.